# Solstice
Juan Braulio Vilchez Orellana (Granada, España, 24 de junio de 1994), también conocido como Solstice, o anteriormente como Dacompazz, es un productor y DJ español de música electrónica Hardstyle. 
Se especializa en el subgénero holandés de los "Estilos Duros" llamado Euphoric Hardstyle.

## Carrera profesional
Habiendo liberado música como Dacompazz desde 2010, en 2015 comenzó una nueva etapa con el nombre artístico Solstice, en el subsello X-Bone Records, que publicó su primer sencillo, "Lights".  En julio de 2017 la discográfica holandesa Scantraxx anunció que Solstice formaría parte de Scantraxx Silver con su EP debut "Free Me" cuyo sencillo principal recibió un artículo en la revista británica de música electrónica DJ Magazine; así como "Not Enough", recibiendo también una reseña en la publicación número 91 de la edición española de dicha revista.
Q-Dance anunció en 17 de junio de 2019 al artista como ganador del concurso para actuar en Defqon.1 y durante su trayectoria ha actuado en festivales como, Defqon.1 en múltiples ocasiones, Intents Festival, Rebirth Festival, Decibel Outdoor, Medusa Sunbeach Festival, Nature One, Dreamfields, Dropzone Croatia, Sunrise Festival BE, Hardmission ES, A Summer Story, Animal Sound Festival Ravechurch, Melodic Madness, Reawake Festival o clubes de renombre internacional como Bootshaus, Sala Groove, La Riviera, o Fabrik además de radios nacionales como Los 40 Dance.
El 10 de noviembre de 2020, Solstice anunció que era el creador del himno del festival nacional de Hard Dance Octopus Festival.
Solstice anuncia que abandona la discográfica holandesa Scantraxx el 12 de diciembre de 2021 para formar parte del sello principal de Dirty Workz, discográfica de Hard dance más grande e importante de la industria y perteneciente al Productor Belga Coone. 
El productor granadino se convierte así en el primer artista de hardstyle español en alcanzar un gran Main Label de hardstyle.
El 15 de febrero Solstice edita su primer sencillo como artista oficial de Dirty Workz titulada ''Euphower'' alcanzado el top 10 de ventas en el Hardstyle top 100 y recibiendo una gran aceptación de los medios especializados.
En octubre de 2024, Solstice presentó su primer formato live titulado Intense Euphower durante la primera edición del festival Melodic Madness.
El 9 de noviembre de 2024, formó junto a Jay Reeve y Ecstatic el proyecto Melo-3, debutando en directo el mismo día durante la segunda edición de Melodic Madness y lanzando su sencillo Melody Of Life bajo el sello Rebirth Records.
El 21 de diciembre de 2024, actuó en Eternal, el macroevento organizado por Brennan Heart ante unos 10 000 asistentes, colaborando con él en la producción del tema “We Are Alive” para su album “Save Euphoric”
En 2025, tanto como solista como con Melo-3, tuvo presencia en escenarios principales de festivales como Defqon.1 (escenarios UV y Magenta), Intents Festival, Rebirth, Decibel Outdoor, y en el club Bootshaus de Colonia, Alemania, en el contexto de una nueva edición de Melodic Madness.
El 18 de junio de 2025, junto con Melo-3 lanzó “Take This Moment”, himno oficial del escenario UV de Defqon.1, a través del sello Q-dance Records.
El 11 de julio de 2025, su tema “Before It All Started” superó el millón de reproducciones en Spotify. El tema ganó relevancia dentro de la comunidad y pasó a ser uno de los lanzamientos más destacados de su repertorio reciente.

## Discografía

### Sencillos
| Artista(s)                              | Título                                            | Sello                  | Género    | Fecha de Lanzamiento |
| --------------------------------------- | ------------------------------------------------- | ---------------------- | --------- | -------------------- |
| Solstice, Ecstatic & Jay Reeve          | "Take This Moment (DEFQON.1 2025 UV OST)"         | Q-Dance Records        | Hardstyle | 18/06/2025           |
| Brennan Heart & Solstice                | "We Are Alive (Deluxe Version)"                   | I AM HARDSTYLE         | Hardstyle | 07/03/2025           |
| Solstice                                | "Fenix"                                           | Dirty Workz Main Label | Hardstyle | 28/02/2025           |
| Solstice                                | "We Unite (Archive 2024 Anthem)"                  | Dirty Workz Main Label | Hardstyle | 14/11/2024           |
| Melo-3 (Solstice, Jay Reeve & Ecstatic) | "Melody Of Life" (Melodic Madness OST             | Rebirth Records        | Hardstyle | 07/11/2024           |
| Brennan Heart & Solstice                | "We Are Alive (Save Euphoric)"                    | I AM HARDSTYLE         | Hardstyle | 27/09/2024           |
| Solstice & Amitav                       | "Echoes Of Another Life"                          | Dirty Workz Main Label | Hardstyle | 1/05/2024            |
| Solstice                                | "Wherever You Go"                                 | Dirty Workz Main Label | Hardstyle | 13/03/2024           |
| Solstice                                | "Before It All Started"                           | Dirty Workz Main Label | Hardstyle | 10/01/2024           |
| Ecstatic & Solstice                     | "Our Voyage"                                      | Dirty Workz Main Label | Hardstyle | 27/10/2023           |
| Solstice                                | "My Heart On You"                                 | Dirty Workz Main Label | Hardstyle | 21/06/2023           |
| Solstice                                | "Mansions"                                        | Dirty Workz Main Label | Hardstyle | 19/04/2023           |
| Solstice & Wild Fox                     | "Melody of Victory"                               | Dirty Workz Main Label | Hardstyle | 02/03/2023           |
| Solstice & GLDY LX                      | "Accelerate"                                      | Dirty Workz Main Label | Hardstyle | 21/09/2022           |
| Solstice & Otto Palmborg                | "Feeling Down"                                    | Dirty Workz Main Label | Hardstyle | 07/06/2022           |
| Solstice & Philip Matta                 | "You'll Know The Way"                             | Dirty Workz Main Label | Hardstyle | 27/04/2022           |
| Solstice & Alee                         | "Euphower"                                        | Dirty Workz Main Label | Hardstyle | 15/02/2022           |
| Solstice & Jay Reeve Ft. Mark Vayne     | "We Make Heaven Bend"                             | Dirty Workz Main Label | Hardstyle | 27/08/2021           |
| Solstice Ft. Mc Prime                   | "Nemesis Rhapsody" (Octopus Festival Anthem 2021) | Scantraxx Silver       | Hardstyle | 10/11/2020           |
| Solstice & Stormerz                     | "Fake Ones"                                       | Q-Dance                | Hardstyle | 12/10/2020           |
| Solstice                                | "Tears In Rain"                                   | Scantraxx Silver       | Hardstyle | 21/07/2020           |
| Solstice & Elizsabeth                   | "Thank You"                                       | Scantraxx Silver       | Hardstyle | 05/05/2020           |
| Solstice Ft. Alara                      | "Take My Hand"                                    | Scantraxx Silver       | Hardstyle | 04/10/2019           |
| Solstice                                | "Final Melody"                                    | Scantraxx Silver       | Hardstyle | 05/06/2019           |
| Solstice & Elizsabeth                   | "Wake Me Up"                                      | Scantraxx Silver       | Hardstyle | 06/02/2019           |
| Solstice                                | "Last Minute"                                     | Scantraxx Silver       | Hardstyle | 05/09/2018           |
| Solstice Ft. Dani Omega                 | "Not Enough"                                      | Scantraxx Silver       | Hardstyle | 04/07/2018           |
| Solstice & Elizsabeth                   | "Free Me"                                         | Scantraxx Silver       | Hardstyle | 09/08/2017           |
| Solstice Ft. Philip Matta               | "Wherever You Are"                                | Scantraxx Silver       | Hardstyle | 09/08/2017           |
| Solstice & Anklebreaker Ft. Oscar       | "Way Of Life"                                     | X-Bone Records         | Hardstyle | 21/07/2017           |
| Solstice & Timekeeperz                  | "New Chapter"                                     | X-Bone Records         | Hardstyle | 09/12/2016           |
| Solstice                                | "Gates To Delirium" (RITR Anthem 2016)            | Free Release           | Hardstyle | 07/10/2016           |
| Solstice                                | "Complex Nature"                                  | X-Bone Records         | Hardstyle | 12/04/2016           |
| Solstice                                | "Time"                                            | Free Release           | Hardstyle | 14/02/2016           |
| Solstice                                | "Lights"                                          | X-Bone Records         | Hardstyle | 23/07/2017           |